# えのくず☆ブギウギ
えのくず☆ブギウギとは2006年10月2日から2007年3月29日まで平日20:55 - 21:00に西日本放送（RNCラジオ）で放送されたラジオ番組。

## 備考
- 榎本アナと葛谷アナの交換日記を二人で交代で朗読していた。
- 葛谷アナが盲腸で緊急入院していた時はディレクターの中西が担当していた。葛谷アナ復帰後も時々日記を読んでいた。
- タイトルが一時的に「えのなか☆ブギウギ」になっていた。
- 最終回は二人で番組を振り返った。

## コーナー

### えのくず☆ボンバー
- 金曜日のコーナー。

## えのなか☆スーパー年末年始スペシャル～電リクだらけのお正月～
- 2006年12月31日23:30～翌日3:00に放送された。